# Adolf Metzner
Karl-Adolf Metzner (Frankenthal, 25 aprile 1910 – Amburgo, 5 marzo 1978) è stato un velocista tedesco, specializzato nei 400 metri piani.

## Biografia
Divenne campione europeo in questa specialità ai campionati europei di atletica leggera del 1934, quando vinse la medaglia d'oro anche nella staffetta 4×400 metri. Due anni prima, nel 1932, prese parte ai Giochi olimpici di Los Angeles, dove si posizionò quarto nella staffetta con Jochen Büchner, Walter Nehb e Otto Peltzer; partecipò anche alla gara dei 400 metri piani, ma fu eliminato durante le qualificazioni.
Nel 1936 replicò la sua presenza ai Giochi olimpici di Berlino: in questo caso prese parte alla sola gara dei 400 metri piani, ma nuovamente fu eliminato in fase di qualificazione.
Apparteneva alla società SG Eintracht Frankfurt di Francoforte, della quale fu anche presidente dal 1938 al 1942.

## Palmarès
| Anno | Manifestazione  | Sede        | Evento                | Risultato     | Prestazione | Note |
| ---- | --------------- | ----------- | --------------------- | ------------- | ----------- | ---- |
| 1932 | Giochi olimpici | Los Angeles | 400 metri piani       | elim. qualif. | 49"2        |      |
| 1932 | Giochi olimpici | Los Angeles | Staffetta 4×400 metri | 4º            | 3'14"4      |      |
| 1934 | Europei         | Torino      | 400 metri piani       | Oro           | 47"9        |      |
| 1934 | Europei         | Torino      | Staffetta 4×400 metri | Oro           | 3'14"1      |      |
| 1936 | Giochi olimpici | Berlino     | 400 metri piani       | elim. qualif. | 50"2        |      |